# Rebecca Gilmore
Pour les articles homonymes, voir Gilmore.
Rebecca Ellen Gilmore, née le 13 juin 1979 à Sydney, est une plongeuse australienne.

## Carrière
Elle est médaillée de bronze en plongeon synchronisé à 10 mètres avec Loudy Tourky aux Jeux olympiques d'été de 2000 à Sydney. Elle est onzième du plongeon à 10 mètres et dix-septième du plongeon à 3 mètres.